# 木更津東インターチェンジ
木更津東インターチェンジ（きさらづひがしインターチェンジ）は、千葉県木更津市下郡にある、首都圏中央連絡自動車道（圏央道）のインターチェンジ。
東金IC/JCT - 木更津東IC間は、当初2009年度に開通予定であったが、工事の遅れなどの理由により2013年4月27日開通となった。ここから東京湾アクアライン及びアクア連絡道を含めた浮島方面は4車線、東金方面は暫定2車線となる。

## 歴史
- 2006年（平成18年）10月10日：当ICの名称が「木更津IC（仮称）」から「木更津東IC」で正式決定[2]。
- 2007年（平成19年）3月21日：木更津東IC - 木更津JCT間開通に伴い、供用開始[3]。インターチェンジ番号「97」は開通当時、日本全国で最大。
- 2013年（平成25年）4月27日：東金IC/JCT - 木更津東IC間開通[1]。これにより、IC番号を97から105に改番[要出典]。
- 2020年（令和2年）2月1日：国土交通省の社会実験事業として、高速道路一時退出実験の試行開始[4]（ETC2.0搭載車に限定して、当ICで流出し、隣接する道の駅木更津 うまくたの里に立ち寄り後、1時間以内に当ICから再流入して順方向に利用の場合、目的地まで高速道路を降りずに利用した場合と同じ料金に調整される。）。
- 2020年（令和2年）3月27日：高速道路一時退出実験の退出可能時間がそれまでの1時間以内から3時間以内に引き上げられる[5]。
- 2022年（令和4年）7月1日 : 高速道路一時退出実験の退出可能時間がそれまでの3時間以内から2時間以内に変更[6]。

## 周辺
- 下郡駅（JR東日本・久留里線）
- 馬来田駅（JR東日本・久留里線）
- 道の駅木更津 うまくたの里

## 接続する道路
- 直接接続
  - 国道410号（久留里馬来田バイパス）

## 隣
C4 首都圏中央連絡自動車道
(104)市原鶴舞IC - 高滝湖PA - (105)木更津東IC - かずさIC（計画中） - (110)木更津JCT